# AutoRuns
AutoRuns — бесплатная утилита для 32-битных и 64-разрядных операционных систем Microsoft Windows, разработанная Sysinternals, и затем приобретённая Microsoft Corporation.
Утилита способна управлять автозагрузкой программ, сервисов, модулей, драйверов и других компонентов системы.
Autoruns отображает абсолютно всё, что будет запущено на компьютере при старте операционной системы, регистрации пользователя и других событиях. Отображаются программы, загружаемые модули, драйверы, системные службы, назначенные задания, Winlogon. Утилита может показать свойства любого объекта, пути и параметры запуска, а также отменять их автозапуск.
Autoruns может проводить поиск запускаемых программ по всей системе или в указанных категориях (стандартная «Автозагрузка», службы Windows, системный реестр (Run, RunOnce), проводник Windows и других).
Есть возможность временно приостанавливать автозапуск с сохранением всех параметров запуска и возможностью восстановления.
Начиная с 13 версии добавлена возможность проверки файлов автозапуска по хешу на сервисе VirusTotal, при этом неизвестные файлы можно отправить на анализ.